# Детская (пионерская) железная дорога в Нимбурке
Детская железная дорога Нимбурк — узкоколейная железная дорога, существовавшая в городе Нимбурк в 50-х годах XX века. Находилась на «острове» — местности в городе Нимбурк, окружённой с одной стороны рекой Лабой, а с другой стороны ручьём. Дорога была построена к Международному дню железнодорожника и представляла собой кольцо длиной всего полкилометра, с одной станцией. Вначале на дороге ездил миниатюрный паровоз с открытыми самодельными вагонами, потом локомотивный парк пополнился также и тепловозом. Вскоре после открытия в парке были построены детская площадка, канатная дорога, были также планы по строительству летнего театра, картинной галереи, памятника красноармейцам и зоологического уголка. На единственной станции были бетонная платформа и ворота.
В 1966 году был утверждён окончательный план строительства рекреационного комплекса, но детская железная дорога перестала функционировать и вскоре была разобрана. В 1992 году тепловоз был установлен на вокзале в качестве памятника.